# Lennart Heljas
Lennart Albert Heljas (till 1935 Helenius), född 13 maj 1896 i Viborg, död 9 mars 1972 i Kuopio, var en finländsk präst och politiker.
Heljas var 1920–1931 sjömanspräst i England, kyrkoherde i Kaavi 1931–1937 och 1937–1967 i Kuopio landsförsamling; prost 1945. Han var riksdagsman (agrar) 1939–1958, socialminister 1946–1948 och undervisningsminister 1948 och 1950–1951. Under fortsättningskriget tillhörde Heljas den så kallade fredsoppositionen och var en av undertecknarna av "de 33:s adress". På grund av sina språkkunskaper anlitades han ofta i internationella uppdrag.